# 牛久保のナギ

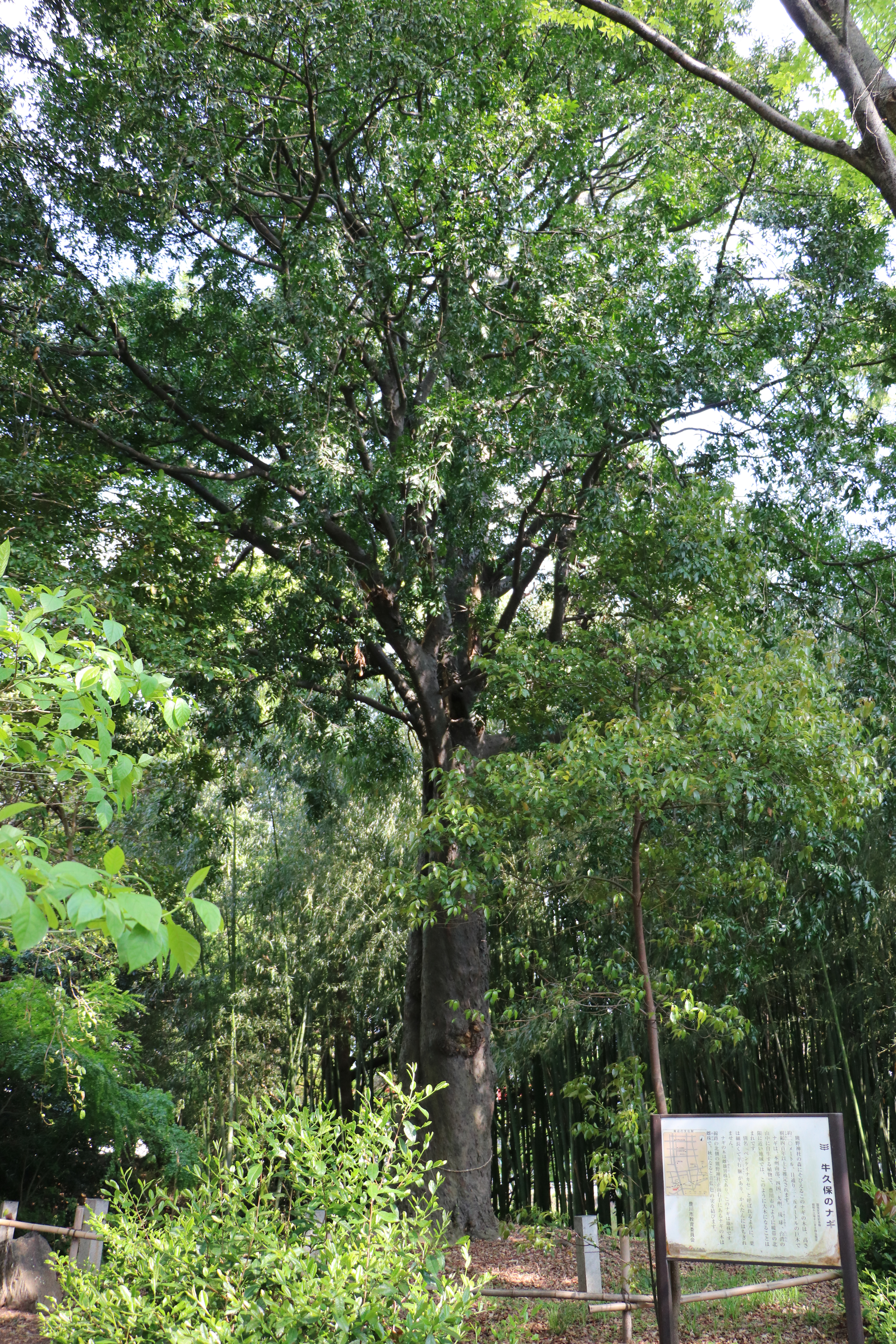
牛久保のナギ。
2022年4月20日撮影。

牛久保のナギ（うしくぼのナギ）は、愛知県豊川市下長山町の熊野神社境内にある、国の天然記念物に指定されたナギ（梛）の巨樹である。
ナギはマキ科ナギ属の常緑高木で、比較的温暖な気候を好むため、日本国内での主な自生地は四国および南九州以南の地域であり、人為的に植樹されたものを除き、自然状態で自生するナギの個体は関東地方以北にはほとんど存在しない。国の天然記念物に指定されたナギは、生育地として指定されたもの2件と、単体の樹木として指定されたもの2件の合計4件である。このうち単体の樹木として国の天然記念物に指定された牛久保のナギは、自生の北限に近い緯度にあるナギとしては著しく大きく成長したものであることから、1938年（昭和13年）12月14日に国の天然記念物に指定された。牛久保は当地の合併前の旧町名（愛知県宝飯郡牛久保町）である。

## 解説

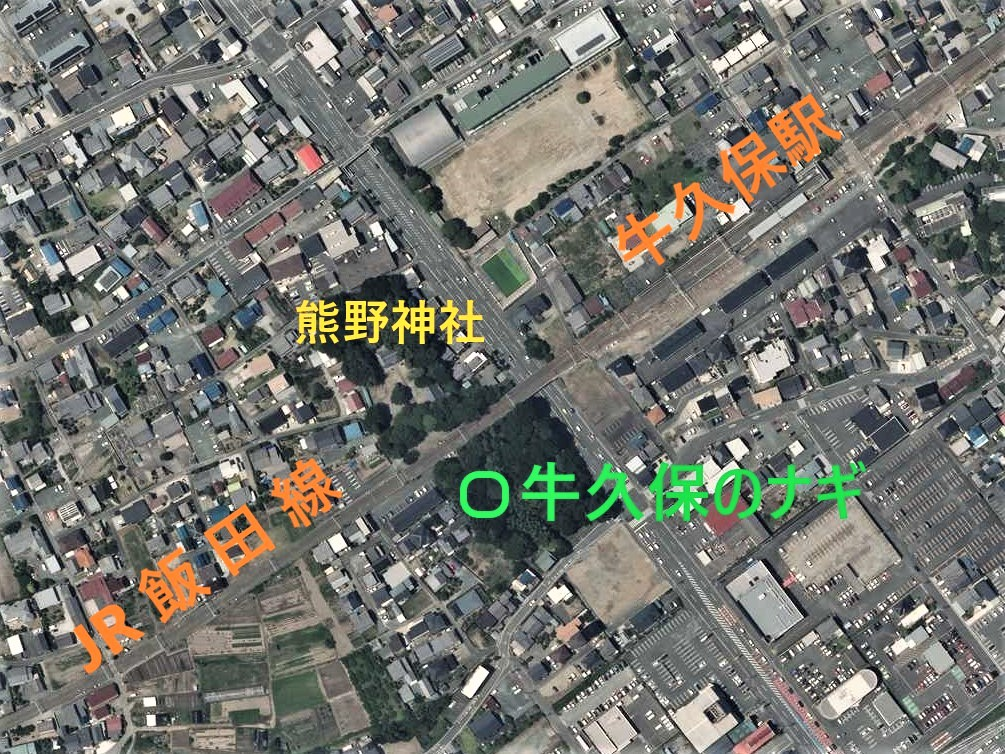
「牛久保のナギ」周辺の空中写真。
生育する熊野神社境内は飯田線の線路で分断されている。
。（2020年6月16日撮影の画像を使用作成）

牛久保のナギは、日本三大稲荷の1つとされる豊川稲荷にほど近い、愛知県豊川市中心市街地南方の下長山町に鎮座する熊野神社境内の、樹木が茂る鎮守の森の一角にある小高い場所に生育している。
生育地は境内の一角ではあるが 、東海旅客鉄道（JR東海）飯田線の線路が、この熊野神社の境内の敷地を南西から北東方向へ横切るように敷設されているため、神社の境内が2つに分断された形になっている。これは1897年（明治30年）に開業した豊橋駅 - 豊川駅間の建設に際し、飯田線の前身である豊川鉄道が熊野神社境内を横断するような形で線路を敷設したことによるもので、結果的に国の天然記念物に指定されたナギの木は、線路南東側の飛び地のような境内に所在することになり、熊野神社社殿のある線路北西側の境内とは分断されてしまったため、一見しただけでは本樹が神社境内に生育していることが分かり難い（位置関係は右下の空中写真参照）。
本樹は目通り周囲約3.5メートル、樹高は約15メートルという、ナギとしては巨大なもので、地上から約4メートルのところで2つの支幹に分かれている。樹冠の広がりは10メートルを超えており、推定される樹齢は300年以上、あるいは400年以上とされ、樹勢は盛んである。
ナギの木は和歌山県の熊野三山を総本社とする熊野神社系の神社境内に植栽されていることが多く、雌雄異株であるため、雄株と雌株が対になって参道の両側に植栽されることもあるが、牛久保のナギは雄木（雄株）であり、前述した飯田線の線路を挟んで北西側にある熊野神社社殿の右手に雌木（雌株）があって、毎年秋になると濃い藍色の実が結実する。
ナギの葉は光沢のある細長い楕円形をしており、多数の葉脈（平行脈）があって、見た目からは想像し難いが、簡単に裂くことができないことから別名「ベンケイナカセ（弁慶泣かせ）」とも呼ばれ、裂けにくい特徴があるため、夫婦の縁が切れないことを願うお守りに入れられたりするという。葉の先端はにぶく尖っていて、長さは約6センチ、幅は2センチほどで、葉の形状の印象から広葉樹のように見えるが針葉樹である。

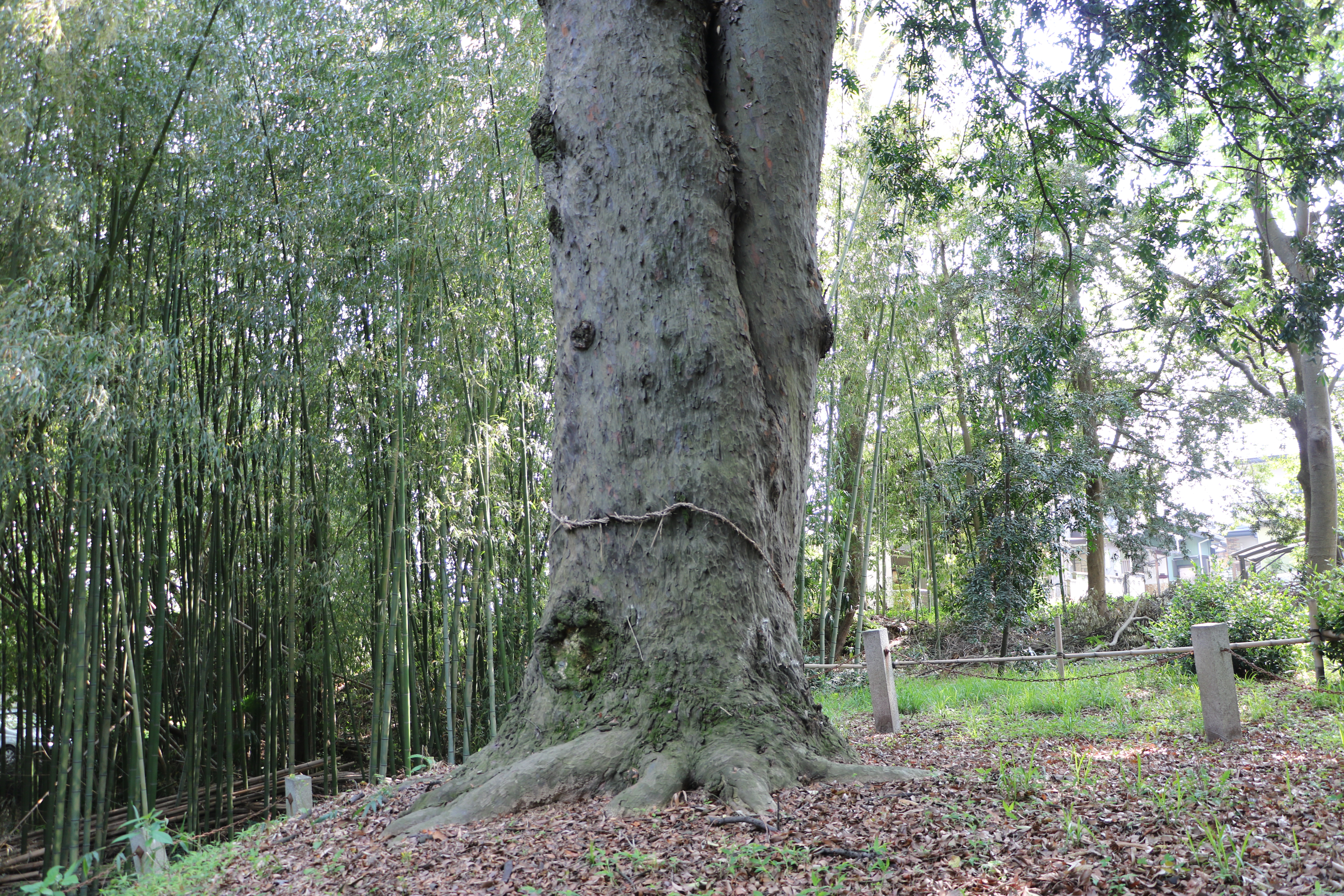
牛久保のナギ主幹下部。
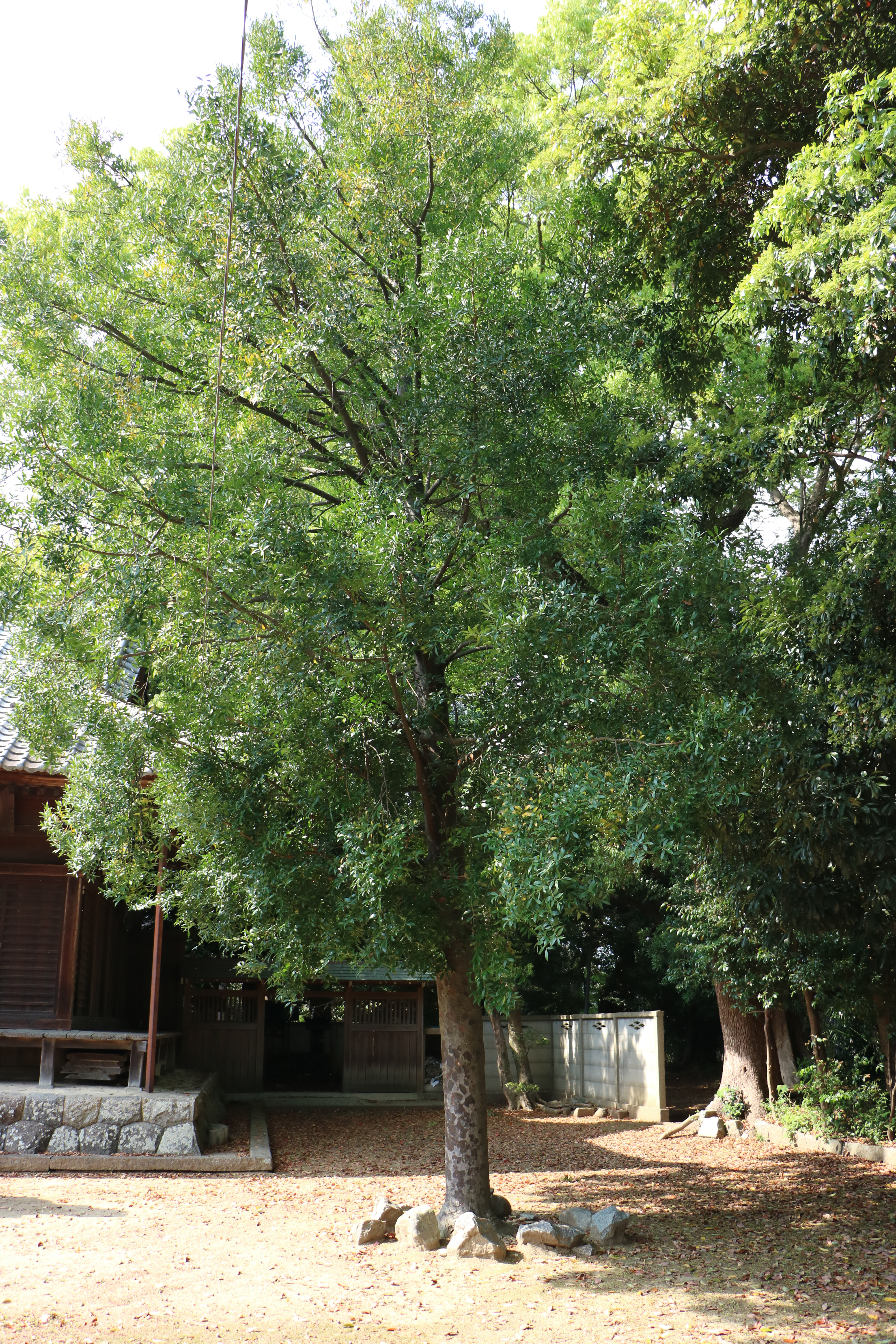
線路を挟んだ本殿の前に生育する雌株のナギ。
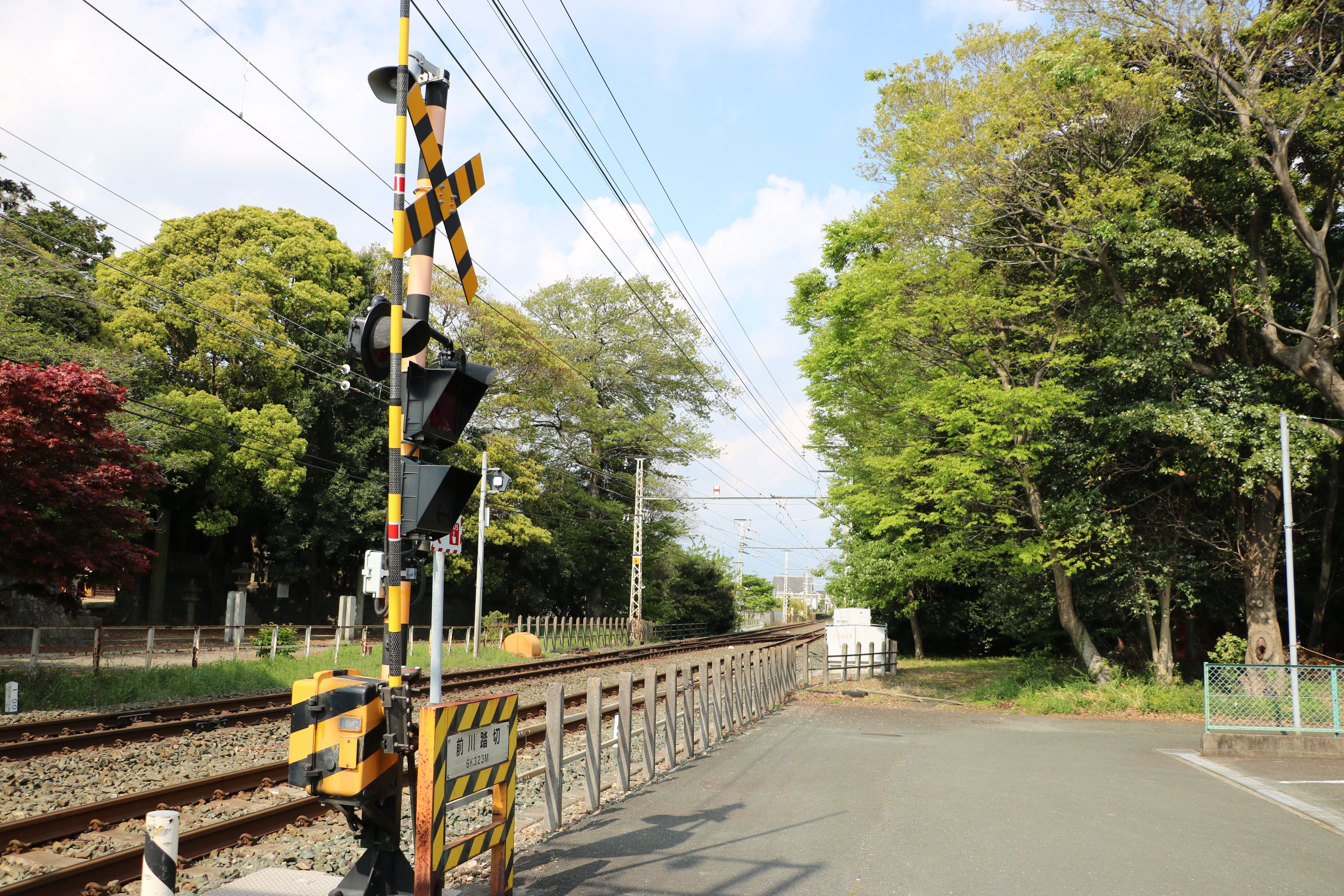
飯田線前川踏切。左側が本殿側、右側が牛久保のナギのある社叢林。

## 交通アクセス
所在地
- 愛知県豊川市下長山町西道貝津87[7]。

交通
- 東海旅客鉄道（JR東海）飯田線牛久保駅下車、徒歩約6分[7]。
- 東名高速道路豊川インターチェンジから車で約15分[7]。